# أذينة قصيرة الأوعية
الأذينة قصيرة الأوعية (باللاتينية: Phlomis brevilabris) نوع نباتي يتبع جنس الأذينة من الفصيلة الشفوية.

## الموئل والانتشار
موطن هذا النوع بلاد الشام.